# Кропідло (Малопольське воєводство)
Кропідло (пол. Kropidło) — село в Польщі, у гміні Слабошув Меховського повіту Малопольського воєводства.
Населення — 278 осіб (2011).
У 1975-1998 роках село належало до Келецького воєводства.

## Демографія
Демографічна структура станом на 31 березня 2011 року:
|          | Загалом | Допрацездатний вік | Працездатний вік | Постпрацездатний вік |
| -------- | ------- | ------------------ | ---------------- | -------------------- |
| Чоловіки | 146     | 30                 | 90               | 26                   |
| Жінки    | 132     | 34                 | 63               | 35                   |
| Разом    | 278     | 64                 | 153              | 61                   |